# Острушка Цитоња (Фојница)
Острушка Цитоња је насељено место у Босни и Херцеговини у општини Фојница. Административно припада Федерацији Босне и Херцеговине, односно њеном Средњобосанском кантону. Према попису становништва из 2013. у насељу је било 5 становника, а већинску популацију чинили су Хрвати.

## Становништво
По последњем службеном попису становништва из 2013. године у овом насељу живело је 5 становника, а село је било етнички хомогено са већинском хрватском популацијом.
| Националност | 2013. | 1991.       | 1981.       | 1971.        |
| Хрвати       | —     | 26 (100,0%) | 67 (100,0%) | 117 (98,32%) |
| остали       | —     | 0           | 0           | 2 (1,68%)    |
| Укупно       | 5     | 26          | 67          | 119          |